# Guillermo Snopek
Guillermo Eugenio Mario Snopek (n. San Salvador de Jujuy, 11 de enero de 1975) es un abogado y político argentino. Ejerce la función pública, legislativa y partidaria como dirigente del Partido Justicialista de la provincia de Jujuy. Actualmente es diputado nacional en el período 2023-2027. Anteriormente fue electo como diputado provincial y senador nacional.

## Biografía
Guillermo Snopek nació el 11 de enero de 1975 en San Salvador de Jujuy, provincia de Jujuy. Es abogado recibido en la Universidad Nacional de Tucumán y ocupó cargos directivos en el Colegio de Abogados y Procuradores de Jujuy (COLABOJUJ) antes de iniciar su carrera política.

### Actividad en la gestión pública provincial
Snopek se desempeñó como coordinador del Ministerio de Gobierno y Justicia de Jujuy (2001-2002) donde trabajó por el desarrollo y consolidación de la institucionalidad en la Provincia.
Fue presidente del Patronato de Liberados y Menores Encausados de la Provincia de Jujuy (2002-2004) y desde allí contribuyó a disminuir la reincidencia a través de la reinserción socio- familiar de los liberados.
Más tarde, fue designado Presidente del Directorio del Banco de Acción Social (2004-2006). Y durante 2007 fue director Provincial de Trabajo.

### Diputado Provincial
Fue elegido Diputado Provincial en dos períodos consecutivos en 2009 y 2013. Integró el Bloque Justicialista y ejerció el cargo de Vicepresidente de la Honorable Legislatura de la Provincia de Jujuy de 2013 a 2015.
Durante su paso por la Honorable Legislatura de la Provincia de Jujuy se aprobaron importantes leyes como la Ley N° 5807 de Educación de la Provincia de Jujuy, la Ley N.º 5833 de Prevención del Trabajo No Registrado Público, la Ley N.º 5860 Código Contravencional Provincial, y la Implementación del Sistema Único de Boleto Electrónico (S.U.B.E.) en Jujuy, entre otras.

### Diputado Nacional
El 10 de diciembre de 2015 asumió en el Congreso de la Nación como diputado Nacional por la provincia de Jujuy e integró el Bloque Justicialista. Fue vicepresidente de la comisión de Relaciones Exteriores y Culto, y secretario de la comisión de Legislación General. Además integró las comisiones de Ciencia, Tecnología e Innovación Productiva; Defensa Nacional, Legislación Penal, y Recursos Naturales y Conservación del Ambiente.